# Cratere Volcens
Volcens è un cratere sulla superficie di Dione. Trae nome dal mitologico Volcente.